# Бёльторн
Бёльторн (др.-сканд. Bölþorn) — в скандинавской мифологии один из инеистых великанов, дед Одина по материнской линии.

## Этимология
Bölþorn происходит от двух слов böl («нищета», «бедствие») и þorn («шиповник», «шип») и может означать «бедственный шип» (англ. Evil-thorn, нем. Dorn des Unheils). Таким образом, в отличие от своих соплеменников Бури и Бора, чьи имена переводятся с древне-скандинавского как «рождённый», у Бёльторна — «настоящее», типичное для турсов, имя, в котором выражена их природа как враждебной, первобытной силы.

## Бёльторн в Эдде
В скандинавской мифологии Бёльторн не имеет собственного сюжета и упоминается лишь в связи с его потомками: как в «Младшей Эдде» («Видение Гюльви», глава 6), где говорится, что Бестла, «дочь Бёльторна великана», родила Бору «троих сыновей: одного звали Один, другого Вили, а третьего Ве». В «Старшей Эдде» («Речи Высокого», строфа 140) Один рассказывает о том, что девять магических песен он узнал от известного сына Бёльторна.
Любопытно, что в «Списке имён», завершающем книгу Снорри Стурлусона, автор, перечисляя почти две сотни известных ему великанов, больше не упоминает Бёльторна.

## Интерпретации и мнения
О происхождении Бёльторна ничего не говорится; возможно, его отцом был первый великан Имир (хотя существуют попытки и вовсе отождествить этих двух мифологических персонажей). Нет сообщений и о его дальнейшей судьбе; но поскольку в крови Имира, пролитой богами, утонули все инеистые великаны, то, по всей видимости, их участь разделил и Бёльторн. Упоминание Бёльторна как «злого великана» имеет в «Видении Гюльви» своё подтверждение, когда его автор говорит о Имире: «Он был очень злой и все его родичи тоже, те, кого зовем мы инеистыми великанами».
Часто высказывается мнение, что сын Бёльторна, который научил Одина магическим песням и чьё имя в Эдде не называется, есть не кто иной, как Мимир, хранитель источника мудрости. Не находится свидетельства в тексте Эдды и к утверждению советского филолога и историка культуры Мелетинского, что именно Бёльторн дал Одину магические руны.